# Eau Claire (Míchigan)
Eau Claire es una villa ubicada en el condado de Berrien, Míchigan, Estados Unidos. Tiene una población estimada, a mediados de 2022, de 549 habitantes.

## Geografía
La localidad está ubicada en las coordenadas 41°59′2″N 86°18′27″O / 41.98389, -86.30750 (41.983877, -86.307533). Según la Oficina del Censo de los Estados Unidos, tiene una superficie total de 2.19 km², de la cual 2.16 km² corresponden a tierra firme y 0.03 km² están cubiertos de agua.

## Demografía
Según el censo de 2020, en ese momento había 552 personas residiendo en la localidad. La densidad de población era de 255.56 hab./km². El 77.36% de los habitantes eran blancos, el 4.17% eran afroamericanos, el 0.18% eran amerindio, el 1.09% eran asiáticos, el 0.18% era isleño del Pacífico, el 9.60% eran de otras razas y el 7.43% eran de una mezcla de razas. Del total de la población, el 13.04% eran hispanos o latinos de cualquier raza.